# Пытьковка
Пытьковка (бел. Пыцькаўка) — деревня в Октябрьском сельсовете Буда-Кошелёвского района Гомельской области Белоруссии.
На юге граничит с лесом.

## География

### Расположение
В 17 км на юго-восток от районного центра и железнодорожной станции Буда-Кошелёвская (на линии Жлобин — Гомель), 27 км от Гомеля.

## Транспортная сеть
Транспортные связи по шоссе Довск — Гомель. Планировка состоит из прямолинейной улицы почти меридиональной ориентации, к которой в центре присоединяется короткая улица, на севере пересекается короткой прямолинейной улицей. Застройка двусторонняя, деревянными домами усадебного типа.

## История
По письменным источникам известна с конца XIX века как деревня в Дудичской волости Рогачёвского уезда Могилёвской губернии. По ревизии 1858 года владение помещика Фаща. Не позже 1884 года начал действовать хлебозапасный магазин. По переписи 1897 года находились: церковно-приходская школа, 3 ветряные мельницы, круподробилка. В 1909 году 596 десятин земли, школа, мельница. В 1926 году располагались почтовое отделение и школа.
С 8 декабря 1926 года по 30 декабря 1927 года центр Пытьковского сельсовета Уваровичского района Гомельского округа. В 1930 году организован колхоз «Октябрь», работали 2 ветряные мельницы, кузница, шерсточесальня. На фронтах Великой Отечественной войны погиб 41 житель деревни. В 1959 году в составе совхоза «Краснооктябрьский» (центр — деревня Октябрь). Работал клуб.

## Население

### Численность
- 2004 год — 43 хозяйства, 71 житель.

### Динамика
- 1858 год — 23 двора, 160 жителей.
- 1897 год — 75 дворов, 502 жителя (согласно переписи).
- 1909 год — 520 жителей.
- 1926 год — 90 дворов.
- 1959 год — 389 жителей (согласно переписи).
- 2004 год — 43 хозяйства, 71 житель.